# لويس دياز (سائق سيارة سباق)
لويس دياز (بالإسبانية: Luis Díaz)‏ هو سائق سيارة سباق مكسيكي، ولد في 1 ديسمبر 1977 في مدينة مكسيكو في المكسيك.

## وصلات خارجية
- لويس دياز على موقع Racing-Reference.info (الإنجليزية)
- لويس دياز على موقع DriverDB.com (الإنجليزية)